# Etnocidio, notas sobre el mezquital

Etnocidio, notas sobre el Mezquital (Ethnocide) est un documentaire mexicain réalisé par Paul Leduc en 1976 et sorti en 1977.

## Synopsis
Sobre et rigoureux documentaire structuré en chapitres, désignés par une lettre de l'alphabet et allant du A de Antécédents au Z de Zimapán, Etnocidio… relate une tragédie, celle des Indiens de la vallée du Mezquital, les Otomis, soumis à l'exploitation et au pillage. Constitué d'interviews, le film laisse le plus possible la parole aux victimes. Ceux-ci décrivent les raisons de leur marginalisation : aridité des terres qu'ils cultivent, caciquisme, émigration forcée vers la capitale voire aux États-Unis…

## Fiche technique
- Titre du film : Etnocidio, notas sobre el Mezquital
- Réalisation : Paul Leduc
- Scénario : Roger Bartra, Paul Leduc
- Photographie : Georges Dufaux, Angel Goded
- Format : 16 mm - Couleur
- Montage : Rafael Castanedo, P. Leduc
- Son : Serge Bauchemin
- Musique : Rafael Castanedo
- Production : Cine Difusión SEP (Carlos Resendi), Office national du film du Canada
- Pays d'origine :  Mexique/ Canada
- Langue originale : Espagnol
- Durée : 140 minutes
- Sortie : 17 mars 1977 au Canada